# Alberto Tridente
Alberto Tridente (Venaria Reale, 29 giugno 1932 – Torino, 24 luglio 2012) è stato un politico e sindacalista italiano, esponente di Democrazia Proletaria e parlamentare europeo.

## Biografia
A lungo sindacalista della Fim-Cisl e della Flm, il sindacato unico dei metalmeccanici degli anni settanta.
Con Democrazia Proletaria viene eletto consigliere regionale in Piemonte del maggio 1985. Pochi mesi dopo è subentrato al Parlamento europeo nel settembre 1985, dopo che era stato il primo dei non eletti alle elezioni europee del 1984 per le liste di DP. È stato membro della Commissione per l'energia, la ricerca e la tecnologia, della Delegazione per le relazioni con il Giappone, della Commissione per le relazioni economiche esterne e della Delegazione per le relazioni con i paesi dell'America del Sud.
Candidato alle elezioni politiche del 1987 con Democrazia Proletaria, non risulta eletto: subentra poi a Montecitorio il 16 maggio 1991, ma si dimette immediatamente lasciando il posto a Franco Calamida.
È scomparso nel 2012 all'età di 80 anni dopo una lunga malattia.